# Zabrotes sylvestris
Zabrotes sylvestris är en skalbaggsart som beskrevs av Romero och Johnson 1999. Zabrotes sylvestris ingår i släktet Zabrotes och familjen bladbaggar. Inga underarter finns listade i Catalogue of Life.